# Castillo de Chinchilla
Castillo de Chinchilla är ett slott i Spanien.   Det ligger i provinsen Provincia de Albacete och regionen Kastilien-La Mancha, i den centrala delen av landet, 240 km sydost om huvudstaden Madrid. Castillo de Chinchilla ligger 940 meter över havet.
Terrängen runt Castillo de Chinchilla är huvudsakligen lite kuperad. Castillo de Chinchilla ligger uppe på en höjd. Närmaste större samhälle är Albacete, 13,9 km nordväst om Castillo de Chinchilla. Trakten runt Castillo de Chinchilla består till största delen av jordbruksmark.